# 埃斯库利
埃斯库利（法語：Escoulis）是法国上加龙省的一个市镇，属于圣戈当区（Saint-Gaudens）萨利耶迪萨拉县（Salies-du-Salat）。该市镇总面积4.64平方公里，2009年时的人口为80人。

## 人口
埃斯库利人口变化图示